# Wincenty Grodzicki
Wincenty Grodzicki (ur. 4 grudnia 1825 w Starej Wsi, zm. 16 czerwca 1898 w Krużlowej) – proboszcz warecki.

## Życiorys
Po ukończeniu gimnazjum w Nowym Sączu wstąpił do seminarium i w 1849 roku przyjął święcenia kapłańskie we Włocławku.
Komitet Centralny Narodowy powołał go na Cywilnego Naczelnika powstania styczniowego w Warce. Został aresztowany 10 października 1864 r. pod zarzutem pełnienia obowiązków naczelnika miasta oraz pomocy powstańcom (dostarczanie koni, naprawa broni i dostawy innych niezbędnych rzeczy). Skazano go na 10 lat katorgi na Syberii.
Należał do grona przywódców i uczestników buntu katorżników w kopalni Akatuja w Katordze Nerczyńskiej, którzy odmówili wychodzenia do pracy w dni świąteczne. Jeden z uczestników tego buntu miał wypowiedzieć żądania protestujących: „Żadna ludzka silą nie zmusi [nas] do wyjścia do pracy, to jest ostatnie i kategoryczne słowo" oraz: „Nie jesteśmy parobkami pułkownika Iwanowa komendanta więźniów politycznych w okręgu nerczyńskim i nie będziemy dla niego pracować". Wszyscy zostali za ten czyn ukarani przedłużeniem wyroku katorgi. W tej kopalni wcześniej odbywał karę katorgi Piotr Wysocki, który powrócił do Warki w 1857 roku. Ksiądz Wincenty Grodzicki po odbyciu kary wrócił do Krużlowej gdzie od 1869 roku mieszkał jako komandytariusz, a w latach 1877-98 pełnił funkcję proboszcza. Zmarł 16 czerwca 1898 roku. Został pochowany w Krużlowej Wielkiej.